# Iwan Kuzycz
Iwan Kuzycz (ukr. Іван Кузич, ur. 9 kwietnia?/22 kwietnia 1901 w Nakonecznem, zm. 8 marca 1979 w Połonnem) – ksiądz greckokatolicki, ostatni rektor Greckokatolickiego Seminarium Duchownego w Przemyślu.

## Życiorys
Uczęszczał do gimnazjum „Ridnej Szkoły” w Jaworowie, a następnie do gimnazjum w Przemyślu i w Stanisławowie. Po uzyskaniu matury wstąpił do Greckokatolickiego Seminarium Duchownego w Przemyślu. W latach 1926–1932 studiował w Rzymie, gdzie w 1928 obronił doktorat z filozofii, zaś w 1932 z teologii. Wyświęcony został w 1931. Celebs.
Po powrocie do Polski wicerektor (1932–1935), a następnie rektor (1935–1945) Greckokatolickiego Seminarium w Przemyślu (z przerwą w latach 1939–1941, kiedy seminarium zostało zamknięte przez władze radzieckie). Wykładał też filozofię i historię filozofii. Od 1936 członek greckokatolickiej kapituły przemyskiej.
Został aresztowany 27 czerwca 1946 przez funkcjonariuszy UB i żołnierzy WP razem z pozostałymi członkami kapituły, a następnie przymusowo deportowany do USRR. Osiadł razem z bp. Łakotą we wsi Zboiszcza. Ponieważ obydwaj odmówili wyjazdu do winnickiej obłasti, zostali aresztowani. Ks. Kuzycz zatrzymany został 3 sierpnia 1946 i początkowo był więziony we Lwowie, a następnie Kijowie. Skazany został 21 lutego 1947 na 6 lat pobytu w łagrze, pozbawienie praw obywatelskich przez 3 lata i konfiskatę mienia. Wyrok odbywał w Krasnojarsku, a później Norylsku, gdzie pełnił nielegalną posługę duszpasterską wśród więźniów. Zwolniony z obozu 2 sierpnia 1952 skierowany został do osiedlenia się w Norylsku, gdzie pracował jako stróż na kolei. Zwolniony z zesłania 16 kwietnia 1956; w 1957 powrócił na Ukrainę. Początkowo mieszkał u bliskich w Nakonecznem, później nielegalnie we Lwowie, nękany przez władze. Ostatecznie osiadł w Połonnem. Aktywny duchowny podziemnego Kościoła greckokatolickiego. Zmarł w Połonnem i tam został pochowany.